# Fernie (circonscription britanno-colombienne)
Pour les articles homonymes, voir Fernie.
Circonscription électorale provinciale du Canada
Fernie est une ancienne circonscription provinciale de la Colombie-Britannique représentée à l'Assemblée législative de la Colombie-Britannique de 1903 à 1966.

## Géographie
La circonscription est située dans le sud Rocheuses, dans le sillon des Rocheuses, et est centrée autour de la ville de Fernie
Après l'élection de 1963, la circonscription est combinée avec celle de Cranbrook et une partie de Columbia pour former Kootenay (d'une superficie inférieure à la circonscription originale de 1871).

## Liste des députés
| Législature                                                             | Années                                                                  | Député                                                                  | Député                                                                  | Parti                                                                   |
| Fernie Circonscription issue East Kootenay North et East Kootenay South | Fernie Circonscription issue East Kootenay North et East Kootenay South | Fernie Circonscription issue East Kootenay North et East Kootenay South | Fernie Circonscription issue East Kootenay North et East Kootenay South | Fernie Circonscription issue East Kootenay North et East Kootenay South |
| ----------------------------------------------------------------------- | ----------------------------------------------------------------------- | ----------------------------------------------------------------------- | ----------------------------------------------------------------------- | ----------------------------------------------------------------------- |
| 10e                                                                     | 1903–1907                                                               |                                                                         | William Roderick Ross                                                   | Conservateur                                                            |
| 11e                                                                     | 1907–1909                                                               |                                                                         | William Roderick Ross                                                   | Conservateur                                                            |
| 12e                                                                     | 1909–1912                                                               |                                                                         | William Roderick Ross                                                   | Conservateur                                                            |
| 13e                                                                     | 1912–1916                                                               |                                                                         | William Roderick Ross                                                   | Conservateur                                                            |
| 14e                                                                     | 1916–1920                                                               |                                                                         | Alexander Ingram Fisher                                                 | Libéral                                                                 |
| 15e                                                                     | 1920–1924                                                               |                                                                         | Thomas Hubert Uphill                                                    | Travailliste                                                            |
| 16e                                                                     | 1924–1928                                                               |                                                                         | Thomas Hubert Uphill                                                    | Travailliste                                                            |
| 17e                                                                     | 1928–1933                                                               |                                                                         | Thomas Hubert Uphill                                                    | Travailliste                                                            |
| 18e                                                                     | 1933–1937                                                               |                                                                         | Thomas Hubert Uphill                                                    | Travailliste                                                            |
| 19e                                                                     | 1937–1941                                                               |                                                                         | Thomas Hubert Uphill                                                    | Travailliste                                                            |
| 20e                                                                     | 1941–1945                                                               |                                                                         | Thomas Hubert Uphill                                                    | Travailliste                                                            |
| 21e                                                                     | 1945–1949                                                               |                                                                         | Thomas Hubert Uphill                                                    | Travailliste                                                            |
| 22e                                                                     | 1949–1952                                                               |                                                                         | Thomas Hubert Uphill                                                    | Travailliste                                                            |
| 23e                                                                     | 1952–1953                                                               |                                                                         | Thomas Hubert Uphill                                                    | Travailliste                                                            |
| 24e                                                                     | 1953–1956                                                               |                                                                         | Thomas Hubert Uphill                                                    | Travailliste                                                            |
| 25e                                                                     | 1956–1960                                                               |                                                                         | Thomas Hubert Uphill                                                    | Travailliste                                                            |
| 26e                                                                     | 1960–1963                                                               |                                                                         | Henry Cartmell (Harry) McKay                                            | Libéral                                                                 |
| 27e                                                                     | 1963–1966                                                               |                                                                         | Henry Cartmell (Harry) McKay                                            | Libéral                                                                 |
| Circonscription abolie, voir Kootenay                                   |                                                                         |                                                                         |                                                                         |                                                                         |